# Hyacinthe Sigismond Gerdil
Hyacinthe Sigismond Gerdil, B. (Samoëns, Ducado de Saboia, 23 de junho de 1718 - Roma, 12 de agosto de 1802) foi um teólogo, bispo e cardeal, que foi uma figura significativa na resposta do papado ao ataque à Igreja Católica pelas revoltas causadas pela Revolução Francesa.

## Biografia

### Nascimento
Nasceu em Samoëns em 23 de junho de 1718, Samoëns, diocese de Genève, Suíça; a sé da diocese de Genève naquela época era em Annency, Savoy, e ele era savoiano. Filho de Pierre Gerdil, tabelião, e Françoise Perrier, de Taninges.

### Educação
Ele recebeu sua educação inicial em Bonneville e em Thonon; então, ele foi confiado por seu tio Jean Gerdil, um matemático e funcionário do duque de Savoia, aos Barnabitas de Annecy, para instruí-lo em retórica e filosofia em sua escola local. Mais tarde, em 1734, ingressou na Congregação dos Clérigos Regulares de São Paulo (Barnabitas) no noviciado de Bonneville; mudou seu nome de batismo Jean-François para Giacinto-Sigismondo; e fez os votos solenes em 25 de setembro de 1735. Foi enviado a Bolonha para estudar filosofia. Na escola de Salvatore Corticelli obteve um bom domínio do italiano, enquanto o ensino de Francesco Maria Zanotti e Eustachio e Gabriel Manfredi o inclinaram ao estudo da filosofia e à observação experimental. A perspicácia do jovem barnabita chamou a atenção do arcebispo de Bolonha, Cardeal Prospero Lambertini, que utilizou seus conhecimentos para uma compreensão mais segura dos textos franceses utilizados na composição de suas obras jurídicas e litúrgicas. Recebeu as ordens menores do Cardeal Lambertini em 27 de maio de 1736 e 11 de abril de 1737. Recebeu o subdiaconato em 27 de maio de 1741; e o diaconato em 4 de junho de 1741. Assim que completou seus três anos em Bolonha, foi encarregado de ensinar filosofia primeiro na escola Barnabita de Macerata, de outubro de 1738 a setembro de 1739; e depois, no Real Colégio de Casale Monferrato, de 1739 a 1748, onde também foi prefeito de estudos. 1737. Recebeu o subdiaconato em 27 de maio de 1741; e o diaconato em 4 de junho de 1741. Assim que completou seus três anos em Bolonha, foi encarregado de ensinar filosofia primeiro na escola Barnabita de Macerata, de outubro de 1738 a setembro de 1739; e depois, no Real Colégio de Casale Monferrato, de 1739 a 1748, onde também foi prefeito de estudos. Recebeu o subdiaconato em 27 de maio de 1741; e o diaconato em 4 de junho de 1741. Assim que completou seus três anos em Bolonha, foi encarregado de ensinar filosofia primeiro na escola Barnabita de Macerata, de outubro de 1738 a setembro de 1739; e depois, no Real Colégio de Casale Monferrato, de 1739 a 1748, onde também foi prefeito de estudos.

### Sacerdócio
Foi ordenado sacerdote em 11 de junho de 1741, em Casale Monferrato. A ressonância de suas obras rendeu-lhe a nomeação como membro do Istituto delle scienze di Bologna em 13 de março de 1749; da Royal Society de Londres; da Arcadia di Roma; e de outras instituições literárias e científicas. Em 15 de setembro de 1749, foi nomeado professor de filosofia prática na Universidade de Torino; em 26 de setembro de 1754, foi nomeado professor de teologia moral, sucedendo ao padre teatino Michele Casati, nomeado bispo de Mondovì; mais absorto em responsabilidades práticas, em 1759 deixou o ensino na universidade. Membro nomeado da Accademia della Crusca em 3 de setembro de 1755. Nesse mesmo ano, participou do sínodo diocesano de Turim como examinador sinodal. Nomeado preceptor do príncipe herdeiro do Piemonte, mais tarde Carlos Emanuel IV, em 21 de setembro de 1758; e posteriormente, em 31 de julho de 1768, do futuro Victor Emmanuel I e de Maurizio, duque di Monferrato. Superior provincial de sua ordem em Savoy e Piemonte, 1764; reeleito em 1767. Em 1768, participou do capítulo geral de sua ordem e foi considerado superior geral. Consultor da Suprema SC da Inquisição Romana e Universal em agosto de 1775. Foi chamado a Roma pelo Papa Pio VI em março de 1776; no mês seguinte estabeleceu domicílio junto à casa geral dos barnabitas em S. Carlo ai Catinari. O rei da Sardenha nomeou-o abade commendatarioda abadia de S. Michele della Chiusa em janeiro de 1777; e da abadia de Muleggio em 1781; de Roma, ele cuidou pastoralmente das abadias distantes, escrevendo cartas pastorais e dedicando grande parte dos benefícios para ajudar os pobres.

### Episcopado
Eleito bispo titular de Dibona em 17 de fevereiro de 1777. Consagrado em 2 de março de 1777, na igreja de S. Carlo ai Catinari, Roma, pelo cardeal Marcantonio Colonna, vigário de Roma, coadjuvado por Orazio Mattei, arcebispo titular de Colosso, e por Francesco Antonio Marcucci, bispo de Montalto e vice-gerente de Roma.

### Cardinalado
Criado cardeal e reservado in pectore no consistório de 23 de junho de 1777; publicado no consistório de 15 de dezembro de 1777; recebeu o chapéu vermelho em 18 de dezembro de 1777; e o título de S. Giovanni a Porta Latina, 30 de março de 1778. Atribuído ao SS.CC. dos Ritos, Concílio, Exame dos Bispos, Disciplina dos Regulares e Correção dos Livros da Igreja Oriental. Prefeito da SC do Índice, fevereiro de 1779 até 1795. Abade commendatariode S. Alberto di Butrio e de S. Michele di Sommaripa, dezembro de 1782. Optou pelo título de S. Cecilia, 20 de setembro de 1784. Camerlengo do Sagrado Colégio dos Cardeais, 13 de fevereiro de 1786 até 29 de janeiro de 1787. Juntos com o cardeal Gian Francesco Albani, Leonardo Antonelli, Filippo Campanelli e Francesco Saverio de Zelada, foi membro da comissão cardinalícia que examinou e aperfeiçoou o texto da resposta contra a puntuazione di Ems. De 1790 a 1794, foi membro da comissão cardinalícia que preparou o texto definitivo da bula Auctorem fidei, de 28 de agosto de 1794, que condenava as proposições do Sínodo de Pistoia. Durante esses quatro anos, ele também foi presidente da congregação particular encarregada da preparação dos documentos papais que condenavam a Constituição Civil Francesa do Clero, o Juramento Cívico imposto ao clero francês em 1798 e outros atos impostos aos eclesiásticos pelos revolucionários França (4). Prefeito da SC de Propaganda Fide, 27 de fevereiro de 1795 até sua morte. Dadas as dificuldades financeiras causadas pela guerra contra a França, o cardeal se viu sem grandes rendimentos em Roma e teve que vender livros de sua biblioteca, bem como outros objetos de posse. Apesar da extrema instabilidade do Piemonte, o rei Victor Amadeus III interveio concedendo ao cardeal Gerdil, em dezembro de 1795, as receitas da abadia de S. Stefano d'Ivrea. Em 10 de fevereiro de 1798, as tropas francesas ocuparam Roma; no dia 20, o Papa Pio VI partiu para Siena; O cardeal Gerdil partiu para o Piemonte no dia 21 de março seguinte; em Siena, recebeu do papa faculdades extraordinárias sobre a disciplina eclesiástica; pôde continuar sua viagem graças à ajuda dos cardeais Francisco Antonio Lorenzana y Butrón, arcebispo de Toledo, e Antonio Despuig y Dameto, arcebispo de Sevilha. Chegando a Turim em 23 de abril, foi recebido pelo rei e ex-aluno Carlo Emanuele IV; residiu primeiro em S. Filippo, dos Oratorianos; e mais tarde, em S. Dalmazzo, dos Barnabitas. Quando o rei Carlo Emanuele IV foi pressionado a renunciar à coroa e teve que deixar seu reino, o cardeal retirou-se para o Seminário de Giaveno, no território da abadia de S. Micheledella Chiusa. Isolado como estava, acreditando ser imprudente tomar decisões sobre os assuntos da SC da Propaganda Fide, em maio de 1798, pediu ao cardeal Stefano Borgia, prefeito da SC do Index, que fugiu para Pádua, para substituí-lo em o cargo de prefeito, juntamente com o arcebispo César Brancadoro, secretário da congregação, e assumir a responsabilidade de responder às perguntas que vinham das mais diversas regiões do mundo. Quando o Papa Pio VI morreu na França em 29 de agosto de 1799, ele partiu para Veneza para o conclave. Participou do conclave de 1799-1800, que elegeu o Papa Pio VII; O cardeal František Herzan von Harras manifestou a antipatia do sacro imperador romano Franz II contra a eleição do cardeal Gerdil em 6 de dezembro de 1799. Acompanhou o papa Pio VII a Roma após a eleição do papa em 1800, deixando Veneza em 23 de agosto; e chegando a Roma no dia 12 de setembro seguinte. Em dezembro de 1800, ele retomou a liderança do SC de Propaganda Fide, contando com o cardeal Borgia e o arcebispo Brancadoro. Ao mesmo tempo, junto com os cardeais Leonardo Antonelli e Filippo Carandini, foi delegado pelo papa para acompanhar as consultas preparatórias da Concordata Napoleônica. Mesmo tendo mais de oitenta anos, ele continuou a gozar de boa saúde e clareza mental trabalhando em escritos que foram publicados. Um estudioso de vasto conhecimento e um escritor prolífico, suas obras, quarto editado em Roma, entre 1806 e 1821.

### Morte
Morreu em Roma em 12 de agosto de 1802, após uma brevíssima doença, na casa barnabita de S. Carlo ai Catinari, Exposto na igreja de S. Carlo ai Catinari, onde se realizou o funeral, na presença do Papa Pio VII e vinte e cinco cardeais; a missa foi celebrada pelo cardeal Giuseppe Firrao, camerlengo do Sacro Colégio dos Cardeais; e o sepultamento foi naquela mesma igreja, conforme seu testamento.